# Vieira do Minho
Vieira do Minho is een gemeente in het Portugese district Braga.
De gemeente heeft een totale oppervlakte van 218 km² en telde 14.724 inwoners in 2001.

## Plaatsen in de gemeente
- Anissó
- Anjos
- Campos
- Caniçada
- Cantelães
- Cova
- Eira Vedra
- Guilhofrei
- Louredo
- Mosteiro
- Parada do Bouro
- Pinheiro
- Rossas
- Ruivães
- Salamonde
- Soengas
- Soutelo
- Tabuaças
- Ventosa
- Vieira do Minho
- Vilar Chão

Amares · Barcelos · Braga · Cabeceiras de Basto · Celorico de Basto · Esposende · Fafe · Guimarães · Póvoa de Lanhoso · Terras de Bouro · Vieira do Minho · Vila Nova de Famalicão · Vila Verde · Vizela